# 岡山県道260号八木山日生線
岡山県道260号八木山日生線（おかやまけんどう260ごう やきやまひなせせん）は、岡山県備前市を通る一般県道である。

## 概要
備前市八木山と備前市日生町日生を結ぶ。

### 路線データ
- 起点：岡山県備前市八木山（八木山交差点、国道2号交点）
- 終点：岡山県備前市日生町日生（国道250号交点）

## 路線状況
北側（八木山 - 蕃山間）は、国道2号・山陽自動車道備前ICと、岡山ブルーライン終点蕃山ICを結ぶ役割を果たしており、片側1車線の整備された道路である。
一方、南側（蕃山 - 日生間）は狭い道が続き、行き違いが困難の場所も存在する。このため蕃山 - 日生間は、蕃山から岡山ブルーラインで備前ICまで行き、そこから日生まで国道250号を通るのが一般的であった。2015年（平成27年）以降は岡山県道397号寒河本庄岡山線を通り寒河で国道250号に合流しそこを通って日生まで向かうことも可能になった。

### 重複区間
- 岡山県道397号寒河本庄岡山線（備前市蕃山）

### 道路施設

#### 橋梁
- 長谷橋（長谷川、備前市）

#### トンネル
- 蕃山隧道：延長40 m、1930年（昭和5年）竣工、備前市

## 地理

### 通過する自治体
- 岡山県
  - 備前市

### 交差する道路
| 交差する道路                             | 交差する場所 | 交差する場所        |
| ---------------------------------------- | ------------ | ------------------- |
| 国道2号                                  | 八木山       | 八木山交差点 / 起点 |
| 岡山県道262号蕃山友延線                  | 蕃山         |                     |
| 岡山県道397号寒河本庄岡山線 重複区間起点 | 蕃山         | 蕃山IC              |
| 岡山県道397号寒河本庄岡山線 重複区間終点 | 蕃山         |                     |
| 国道250号                                | 日生町日生   | 終点                |

### 交差する鉄道
- 山陽新幹線
- 赤穂線

### 沿線
- E2 山陽自動車道 11 備前IC（起点付近）